# Chimarrogale styani
Chimarrogale styani es una especie de musaraña de la familia Soricidae.

## Distribución geográfica
Se encuentra en montanos de China y el norte de Birmania.